# Chrysoctenis filacearia
Chrysoctenis filacearia är en fjärilsart som beskrevs av Herrich-Schäffer 1847. Chrysoctenis filacearia ingår i släktet Chrysoctenis och familjen mätare. Inga underarter finns listade i Catalogue of Life.